# Edgardo Lavari
Edgardo Raúl Lavari (Tres Arroyos, Provincia de Buenos Aires; 24 de enero de 1951) es un expiloto argentino de automovilismo. Es reconocido a nivel nacional por sus incursiones en las categorías Turismo Carretera y Top Race. Desarrolló su carrera deportiva casi con exclusividad dentro de estas dos categorías del automovilismo argentino. Su carrera deportiva se inició en la denominada categoría Mar y Sierras, en la década de 1970, donde a bordo de un chasis con motor Ford obtendría los campeonatos de los años 1975 y 1976. Debutó en el Turismo Carretera en el año 1986, compitiendo a bordo de un Chevrolet Chevy y durante toda su estadía dentro de esta categoría, compitió con las marcas Chevrolet, Dodge y Ford, alcanzando algunos triunfos al volante de estas dos últimas. En 1998 debutó en la Top Race al comando de un BMW Serie 3 y desde allí continuaría compitiendo con algunas intermitencias. En el año 1999, conseguiría su única victoria dentro del Turismo Carretera, al imponerse en el Autódromo Ciudad de Nueve de Julio, al comando de un Dodge Cherokee. Este triunfo le posibilitó convertirse en el ganador número 171 del historial de la categoría.
Se había retirado de la actividad en el año 2011, pero por iniciativa de la dirigencia del Top Race retornó a la actividad en el año 2013. En este año, Lavari contabilizaba 62 años de edad, siendo el piloto en actividad más veterano del automovilismo argentino. Su retorno se dio a bordo del Volkswagen Passat CC número 22 del equipo ABH Sport y fue propiciado gracias a una invitación formulada por el presidente de la categoría, Alejandro Urtubey.

## Trayectoria
| Año       | Categoría                   | Automóvil       |
| --------- | --------------------------- | --------------- |
| 1975-1976 | Bicampeón Mar y Sierras "A" | Chasis-Ford V8  |
| 1986      | Debut en Turismo Carretera  | Chevrolet Chevy |
| 1987-1990 | Turismo Carretera           | Chevrolet Chevy |
| 1991      | Turismo Carretera           | Chevrolet Chevy |
| 1991      | Turismo Carretera           | Dodge GTX       |
| 1991      | Turismo Carretera           | Ford Falcon     |
| 1992      | Turismo Carretera           | Dodge GTX       |
| 1993      | Turismo Carretera           | Dodge GTX       |
| 1994      | Turismo Carretera           | Dodge GTX       |
| 1994      | Turismo Carretera           | Chevrolet Chevy |
| 1995      | Turismo Carretera           | Chevrolet Chevy |
| 1996      | Turismo Carretera           | Ford Falcon     |
| 1998      | Turismo Carretera           | Dodge Cherokee  |
| 1998      | Top Race                    | BMW Serie 3     |
| 1999      | Turismo Carretera           | Dodge Cherokee  |
| 2000      | Turismo Carretera           | Ford Falcon     |
| 2001      | Turismo Carretera           | Ford Falcon     |
| 2002      | Turismo Carretera           | Ford Falcon     |
| 2003      | Turismo Carretera           | Ford Falcon     |

2005: Top Race V6 Peugeot 406
2006: Top Race V6 Mercedes-Benz Clase C
2007: Top Race V6 Peugeot 407
2008: Top Race V6 Peugeot 407 Mercedes-Benz Clase C
2009: Top Race V6 Mercedes-Benz Clase C Ford Mondeo II
2010: Copa América Top Race V6 Mercedes-Benz Clase C 
Torneo Clausura 2010 Top Race V6 Ford Mondeo II
Copa América Top Race Junior (Invitado) Alfa Romeo 156
2011: Top Race V6 Ford Mondeo II
2013: Top Race V6 Volkswagen Passat CC Ford Mondeo III
- [2]

## Trayectoria en el Top Race
| Temporadas               | Categoría   | Automóvil             | Equipo                | Posición final  |
| ------------------------ | ----------- | --------------------- | --------------------- | --------------- |
| Torneo Presentación 2005 | Top Race V6 | Peugeot 406           | Arsenal Lavari Sport  | 19° (6 puntos)  |
| 2005                     | Top Race V6 | Peugeot 406           | Arsenal Lavari Sport  | 27° (13 puntos) |
| 2006                     | Top Race V6 | Peugeot 406           | JP Racing             | 35° (7 puntos)  |
| 2006                     | Top Race V6 | Mercedes-Benz Clase C | JP Racing             | 35° (7 puntos)  |
| 2007                     | Top Race V6 | Mercedes-Benz Clase C | Avellaneda Motorsport | 23° (42 puntos) |
| 2007                     | Top Race V6 | Peugeot 407           | Avellaneda Motorsport | 23° (42 puntos) |
| 2007                     | Top Race V6 | Renault Laguna II     | Avellaneda Motorsport | 23° (42 puntos) |
| 2008                     | Top Race V6 | Peugeot 407           | Avellaneda Motorsport | 39° (10 puntos) |
| 2009                     | Top Race V6 | Mercedes-Benz Clase C | Black Team            | 36° (2 puntos)  |
| Copa América 2010        | Top Race V6 | Mercedes-Benz Clase C | Black Team            | 26° (25 puntos) |
| Copa América 2010        | Top Race V6 | Ford Mondeo II        | Black Team            | 26° (25 puntos) |
| Torneo Clausura 2010     | Top Race V6 | Ford Mondeo II        | Black Team            | 10° (0 puntos)  |
| 2011                     | Top Race V6 | Ford Mondeo II        | Vitelli Competición   | 40° (6 puntos)  |
| 2013                     | Top Race V6 | Volkswagen Passat CC  | ABH Sport             | 20° (1 punto)   |
| 2013                     | Top Race V6 | Ford Mondeo III       | ABH Sport             | 20° (1 punto)   |
| 2014                     | Top Race V6 | Ford Mondeo III       | Azar Motorsport       | 28.º (1 punto)  |
| 2015                     | Top Race V6 | Ford Mondeo III       | ABH Sport             | 33° (2 puntos)  |

## Carreras ganadas en el Turismo Carretera
| # | Fecha              | Carrera                            | Marca          | Promedio     |
| - | ------------------ | ---------------------------------- | -------------- | ------------ |
| 1 | 4 de julio de 1999 | Autódromo Ciudad de Nueve de Julio | Dodge Cherokee | 174,198 km/h |